# Вернар
Вернар (на гръцки: Παραλίμνιο, Паралимнио, катаревуса: Παραλίμνιον, Паралимнион, до 1927 година Βερνάρ, Вернар) е село в Гърция, Егейска Македония, дем Довища.

## География
Селото е разположено на около 18 километра югоизточно от град Сяр (Серес), в Сярското поле.

## История

### В Османската империя
През XIX век и началото на XX век, Вернар е село в Сярската каза на Османската империя. В „Етнография на вилаетите Адрианопол, Монастир и Салоника“, издадена в Константинопол в 1878 година и отразяваща статистиката на населението от 1873 година, Вирнари (Virnari) е посочено като селище в Сярска каза с 9 домакинства, като жителите му са 25 цигани.
В 1891 година Георги Стрезов определя селото като част от Сармусакликол и пише:
| „ | Вернар, село, разположено почти до самото езеро Тахинос, а 1/4 час разстояние. Намира се на 1 час път на ЮИ от Тумба. Това село е чифлик; ако и да има много земя и плодородна, тя повечето остая необработена поради нехайството на стопанина, та жителите са принудени да се отдават на риболовство. Пътят е добър, но става тиняст зиме. 35 къщи, 170 дши. Едни от жителите са българе, други дърнаци. Точно не ми бе възможно да ги определя. | “ |

Според статистиката на Васил Кънчов („Македония. Етнография и статистика“) от 1900 година селото брои 200 жители, от които 20 българи християни и 180 цигани.
По данни на секретаря на Българската екзархия Димитър Мишев („La Macédoine et sa Population Chrétienne“) в 1905 година населението на Вернар (Vernar) се състои от 120 жители българи патриаршисти гъркомани.

### В Гърция
През Балканската война селото е освободено от българската армия, но след Междусъюзническата война Вернар попада в Гърция. В 1926 година името на селото е сменено на Паралимнион, но официално промяната влиза в регистрите в следващата 1927 година. Според преброяването от 1928 година селото е смесено местно-бежанско с 80 бежански семейства с 281 души.
След Втората световна война е построена църквата „Рождество Богородично“.
| Име         | Име         | Ново име | Ново име | Описание                           |
| ----------- | ----------- | -------- | -------- | ---------------------------------- |
| Картал тепе | Καρτάλ Τεπέ | Геракия  | Γεράκια  | възвишение на С от Вернар (41,8 m) |

## Личности
Родени във Вернар
- Стефанос Анастасиу (1874 – ?), гръцки революционер